# Matt Nelson (Saxophonist)
Matthew „Matt“ Nelson (* um 1980 in der San Francisco Bay Area) ist ein US-amerikanischer Jazz- und Improvisationsmusiker (Tenorsaxophon, Elektronik, Komposition).

## Leben und Wirken
Nelson studierte am Oberlin Conservatory (Ohio) bei Gary Bartz und Paul Cohen, Nach seiner Rückkehr in die Bay Area arbeitete er in der dortigen Musikszene, u. a. in der Experimental-Pop-Band tUnE-yArDs, mit der auch Aufnahmen entstanden (w h o k i l l). 2010 zog er nach New York und spielte in den Formationen GRID, Elder Ones, Premature Burial (mit Peter Evans und Dan Peck), Skeletons und in Weasel Walter Large Ensemble. Er ist ferner Mitglied im Tenorsaxophon-Quintett Battle Trance (Album Palace of Wind, 2014). Unter eigenem Namen legte er ein Soloalbum mit elektroakustischer Musik vor, Lower Bottoms (2014). Um 2018 spielte er im Trio GRID mit Tim Dahl (Bass) und Nick Podgurski (Schlagzeug) sowie mit Elder Ones um die Sängerin und Harmoniumspielerin Amirtha Kidambi (From Untruth).

## Diskographische Hinweise
- Something Crazy (2002)
- Arts & Sciences: New You (SingleSpeed, 2013), mit Theo Padouvas, Rob Ewing, Aram Shelton, Jacob Zimmerman, Michael Coleman, Andrew Conklin, Jordan Glenn
- Premature Burial: The Conjuring (New Atlantis Records, 2015), mit Dan Peck, Peter Evans
- Matt Nelson & Ron Stabinsky: Hard Vibe (ESP-Disk, 2017), mit Matthew Mottel, Kevin Shea
- GRID: GRID (NNA Tapes, 2017)
- Brandon Lopez, Matt Nelson*, Andria Nicodemou, Gerald Cleaver: The Industry of Entropy (Relative Pitch Records, 2018)